# Tragedy: Saga of a Hoodlum
Albums de Tragedy Khadafi
Intelligent Hoodlum
(1990) Against All Odds
(2001)
Singles
1. The Posse (Shoot 'Em Up)
Sortie : 23 mars 1993
2. Grand Groove
Sortie : 20 juillet 1993
3. Street Life
Sortie : 1er février 1994

Tragedy: Saga of a Hoodlum est le deuxième album studio de Tragedy Khadafi (sous le pseudonyme Intelligent Hoodlum), sorti le 22 juin 1993.
L'album s'est classé 25e au Heetseakers et 57e au Top R&B/Hip-Hop Albums.

## Liste des titres
| No  | Titre                                                        | Auteur                         | Contient un (des) sample(s) de                                                                                     | Durée |
| --- | ------------------------------------------------------------ | ------------------------------ | --- | ----- |
| 1.  | Shalom a Leck (Produit par K-Def)                            | P. Chapman, K-Def              | Piano Man de Billy Joel                                                                                            | 3:09  |
| 2.  | Hoodlum Intro (Interlude) (Produit par K-Def)                |                                | | 0:22  |
| 3.  | Underground (Produit par K-Def)                              | P. Chapman, K-Def              | Pot Belly de Lou Donaldson                                                                                         | 4:20  |
| 4.  | Funk Mode (Produit par K-Def)                                | P. Chapman, K-Def              | It's Your Thing de Lou Donaldson Do the Funky Penguin (Part 2) de Rufus Thomas Public Enemy No. 1 de Public Enemy  | 4:02  |
| 5.  | Grand Groove (Produit par K-Def)                             | P. Chapman, K-Def              | Hollywood's World de DJ Hollywood The Rebel de Marley Marl featuring Tragedy                                       | 4:21  |
| 6.  | At Large (Produit par K-Def et Marley Marl)                  | P. Chapman, K-Def, M. Williams | Synthetic Substitution de Melvin Bliss Feel the Heartbeat des Treacherous Three Warm It Up, Kane de Big Daddy Kane | 3:23  |
| 7.  | Death Row (Produit par K-Def et Marley Marl)                 | P. Chapman, K-Def, M. Williams | Zimba Ku de Black Heat Bring the Noise de Public Enemy                                                             | 2:25  |
| 8.  | Speech [Check the Time] (Interlude) (Produit par Kool Tee)   |                                | | 0:15  |
| 9.  | Mad Brothas Know His Name (Produit par K-Def et Marley Marl) | P. Chapman, K-Def, M. Williams | Shades of Difference de LaBelle Just to Get a Rep de Gang Starr Veronica des Bad Boys featuring K Love             | 3:44  |
| 10. | Pass the Teck (Produit par K-Def)                            | P. Chapman, K-Def              | Rapper's Delight du Sugarhill Gang                                                                                 | 3:54  |
| 11. | Street Life (Produit par Epitome of Scratch)                 | P. Chapman, Epitome of Scratch | Little Willie Armstrong Jones des Last Poets Sneakin' in the Back de Tom Scott and The L.A. Express                | 4:10  |
| 12. | Pump the Funk (Produit par Marley Marl)                      | P. Chapman, M. Williams        | Alwayz Into Somethin' des N.W.A                                                                                    | 4:12  |
| 13. | Role Model (Produit par Kool Tee)                            | P. Chapman, Kool Tee           | Synthetic Substitution de Melvin Bliss                                                                             | 3:05  |
| 14. | The Posse [Shoot 'Em Up] (Produit par Mr. Freaknasti)        | P. Chapman, Mr. Freaknasti     | Return of the Mecca de Pete Rock & C.L. Smooth                                                                     | 4:17  |
| 15. | Grand Groove [Bonus Mix] (Produit par K-Def)                 | P. Chapman, K-Def              | | 3:58  |
| 16. | Funky Roll Outro (Interlude)                                 |                                | Synthetic Substitution de Melvin Bliss                                                                             | 0:27  |